# Wiaczesław Małafiejew
Wiaczesław Aleksandrowicz Małafiejew (ros. Вячеслав Александрович Малафеев; ur. 4 marca 1979 w Leningradzie) – piłkarz rosyjski grający na pozycji bramkarza.

## Życie prywatne
Malafiejew jest wdowcem. Marina Małafiejewa, żona bramkarza zginęła w wypadku samochodowym 17 marca 2011 roku wczesnym rankiem. Mieli dwoje dzieci – Ksenię i Maksa. W grudniu 2012 ożenił się po raz drugi. Jego wybranką została Katia Komiakowa, 24-letnia tancerka rosyjskiego zespołu DJ Dolls. W maju 2013 urodził im się syn Aleks.

## Kariera klubowa
Małafiejew urodził się w Leningradzie. W wieku 9 lat trafił do znanej piłkarskiej szkółki w tym mieście o nazwie Smiena. W 1997 roku trafił do Zenitu Petersburg, ale początkowo grywał w rezerwach klubu w Trzeciej Dywizji. W 1998 roku trafił do pierwszej drużyny, a w 1999 kontuzji doznał pierwszy golkiper zespołu Roman Berezowski i Małafiejew zadebiutował w Premier Lidze zaliczając w niej w całym sezonie 8 meczów. Przyczynił się także do wywalczenia Pucharu Rosji. W 2000 roku dotarł z Zenitem do finału Pucharu Intertoto, jednak rosyjski klub okazał się gorszy od hiszpańskiej Celty Vigo. W 2001 roku Berezowski odszedł do Torpeda Moskwa i Małafiejew stał się pierwszym bramkarzem Zenitu. Swoją wysoką formą przyczynił się do zajęcia przez klub 3. miejsca w lidze. W 2002 roku Zenit dotarł do finału krajowego pucharu, jednak przegrał w nim 0:2 z CSKA Moskwa. Natomiast w rozgrywkach Pucharu UEFA zespół z Wiaczesławem w bramce dotarł do 1. rundy. W 2003 roku Zenit został wicemistrzem Rosji, wygrał Puchar Ligi, a w plebiscycie gazety Ogoniok Małafiejew został uznany najlepszym bramkarzem ligi i wygrał rywalizację z reprezentantem Słowacji, Kamilem Čontofalskim. W 2004 roku zespół wystąpił w fazie grupowej Pucharu UEFA, a w lidze zajął 4. miejsce. W 2005 roku Małafiejew doznał kontuzji i stracił miejsce w składzie na rzecz Čontofalskiego, a do pierwszej jedenastki wrócił w 2006 roku i wspomógł klub w walce o 4. miejsce w lidze, a także dotarł z nim do ćwierćfinału Pucharu UEFA. W 2008 roku wywalczył z Zenitem mistrzostwo Rosji oraz zdobył Puchar UEFA. Rozegrał całe spotkanie w zwycięskim meczu o Superpuchar rozegranym 29 sierpnia 2008 roku w Monako, w którym jego drużyna pokonała Manchester United 2:1.
| Sezon     | Klub             | Kraj  | Rozgrywki               | Mecze | Bramki |
| --------- | ---------------- | ----- | ----------------------- | ----- | ------ |
| 1998      | Zenit Petersburg | Rosja | Priemjer-Liga           | 0     | 0      |
| 1999      | Zenit Petersburg | Rosja | Priemjer-Liga           | 8     | 0      |
| 2000      | Zenit Petersburg | Rosja | Priemjer-Liga           | 12    | 0      |
| 2001      | Zenit Petersburg | Rosja | Priemjer-Liga           | 28    | 0      |
| 2002      | Zenit Petersburg | Rosja | Priemjer-Liga           | 29    | 0      |
| 2003      | Zenit Petersburg | Rosja | Priemjer-Liga           | 26    | 0      |
| 2004      | Zenit Petersburg | Rosja | Priemjer-Liga           | 19    | 0      |
| 2005      | Zenit Petersburg | Rosja | Priemjer-Liga           | 11    | 0      |
| 2006      | Zenit Petersburg | Rosja | Priemjer-Liga           | 26    | 0      |
| 2007      | Zenit Petersburg | Rosja | Priemjer-Liga           | 19    | 0      |
| 2008      | Zenit Petersburg | Rosja | Priemjer-Liga           | 30    | 0      |
| 2009      | Zenit Petersburg | Rosja | Priemjer-Liga           | 28    | 0      |
| 2010      | Zenit Petersburg | Rosja | Priemjer-Liga           | 21    | 0      |
| 2011/2012 | Zenit Petersburg | Rosja | Priemjer-Liga           | 41    | 0      |
| 2012/2013 | Zenit Petersburg | Rosja | Priemjer-Liga           | 26    | 0      |
| 2013/2014 | Zenit Petersburg | Rosja | Priemjer-Liga           | 1     | 0      |
| 2014/2015 | Zenit Petersburg | Rosja | Priemjer-Liga           | 2     | 0      |
| 2015/2016 | Zenit Petersburg | Rosja | Priemjer-Liga           | 0     | 0      |
|           |                  |       | Łącznie w Premier Lidze | 322   | 0      |

## Kariera reprezentacyjna
W reprezentacji Rosji Małafiejew zadebiutował 19 listopada 2003 roku w wygranym 1:0 wyjazdowym meczu z Walią, rozegranym w ramach play-off o awans do Euro 2004. W 2004 roku stał się drugim bramkarzem po Siergieju Owczinnikowie w kadrze na same finały Mistrzostw Europy. Jednak w 45. minucie spotkania z Portugalią (0:2) Owczinnikow otrzymał czerwoną kartkę za zagranie ręką poza polem karnym i do bramki wszedł Małafiejew, który wystąpił także w kolejnym meczu z Grecją (2:1). Od czasu finałów ME stał się podstawowym bramkarzem kadry i o miejsce w składzie walczy z Igorem Akinfiejewem z CSKA Moskwa.

## Sukcesy i odznaczenia

### Sukcesy indywidualne
- członek Klubu 30 meczów na „0”